# اريك ستيفنز
اريك ستيفنز (23 مارس 1909 بغلوستر في المملكة المتحدة - 3 أبريل 1983) (بالإنجليزية: Eric Stephens)‏ هو لاعب كريكت بريطاني (وحمل سابقاً جنسية المملكة المتحدة لبريطانيا العظمى وأيرلندا). لعب مع نادي مقاطعة غلوستر للكريكت ‏.

## وصلات خارجية
- اريك ستيفنز على موقع إي آس بي آن كريك إنفو (الإنجليزية)